# Carlos Mesters
Frei Carlos Mesters OCarm (Bunde (Limburgo), 1931), nascido Jacobus Gerardus Hubertus Mesters, é um frade carmelita holandês, missionário no Brasil desde 1949. Sacerdote desde 1957, doutor em Teologia Bíblica, é um dos principais exegetas bíblicos do método histórico-crítico no Brasil. Vive em Unaí.

## Vida religiosa
Carlos Mesters foi para o Brasil juntamente com um grupo de oito estudantes seminaristas carmelitas aos 17 anos. Em janeiro de 1951 recebe o hábito carmelita com o nome de Frei Carlos. Depois do noviciado fez a profissão dos votos religiosos em 22 de janeiro de 1952. Foi ordenado presbítero no dia 7 de julho de 1957.

## Formação
Ao chegar ao Brasil, Carlos Mesters residiu na cidade de São Paulo, no Convento do Carmo, onde concluiu o ginásio e cursou Humanidades.  Cursou Filosofia em São Paulo e Teologia em Roma, no Colégio Internacional Santo Alberto. Formou-se em teologia no "Angelicum" (Pontifícia Universidade Santo Tomás de Aquino) e em Ciências Bíblicas no Institutum Biblicum, em Roma e na École Biblique de Jerusalém.

## Sua obra
Sua obra insere-na na corrente da teologia da libertação. É um grande incentivador da leitura popular da Bíblia através dos Círculos Bíblicos e das Comunidades Eclesiais de Base.  
É membro fundador do Centro de Estudos Bíblicos - CEBI, que tem como objetivo de difundir a leitura da Bíblia nos meios populares através do método criado por Mesters, conhecido como triângulo hermenêutico, com três vértices em permanente interação: a realidade da pessoa, a realidade da comunidade e a realidade da sociedade.
É autor de quase cem livros sobre a Bíblia, próprios ou co-autoria.

## Títulos
- Doutor Honoris Causa, pelo Instituto São Paulo de Estudos Superiores, ITESP.